# Rhamphomyia armata
Rhamphomyia armata är en tvåvingeart som beskrevs av Becker 1915. Rhamphomyia armata ingår i släktet Rhamphomyia och familjen dansflugor. Inga underarter finns listade i Catalogue of Life.